# Jean Baptiste Michel Grellet Du Mazeau
Jean Baptiste Michel Grellet Du Mazeau (* 10. Juni 1777 in Aubusson (Creuse); † 25. April 1852 in Limoges) war ein französischer Jurist und Historiker.
Er war der Sohn eines Anwalts und studierte in Paris die Rechtswissenschaft, trieb daneben aber auch Geschichts- und Mathematikstudien. 1798 wurde er zum Kriegsdienst einberufen und diente als Kanonier auf der Flotte zu Brest als Artillerist. Er erfand hier ein Taucherschiff, das die Küsten von England erforschen sollte und dessen Idee den Beifall des berühmten Pariser Mathematikers Gaspard Monge fand.
Seinen Militäreinsatz konnte Grellet Du Mazeau auf die Intervention des Seefahrers Louis Antoine de Bougainville hin schon nach eineinhalb Jahren beenden. 1808 wurde er Richter, 1809 Untersuchungsrichter in Aubusson. Nach fast dreißigjährigem Dienst wurde er zum Rat des Appellationsgerichts in Limoges befördert. Er starb 1852 im Alter von 74 Jahren in Limoges.

## Schriften
- Du partage de communaux dans le département de la Creuse, Aubusson 1831
- Essai sur la souveraineté, Paris 1834
- Traité de la diffamation, de l’injure et de l’outrage, 2 Bände, 1847
- Du bail a métairie perpétuelle, 1848
- Des phases de la dot, Limoges 1848

Grellet Du Mazeau war auch einer der Gründer der Bulletins de la société archéologique et historique du Limousin und verfasste für diese folgende historische Aufsätze:
- Sur la mort de Richard Cœur de Lion
- Sur Vaifre, duc d’Aquitaine, et sur la lionne de l’église de Saint-Sauveur à Limoges
- De la domination anglaise sur certaines provinces d’outre-Loire
- Recherches historique sur les idiomes vulgaires du moyen âge dans les Gaules